# Margerie-Chantagret
Margerie-Chantagret és un municipi francès situat al departament del Loira i a la regió d'Alvèrnia-Roine-Alps. L'any 2007 tenia 652 habitants.

## Demografia

### Població
El 2007 la població de fet de Margerie-Chantagret era de 652 persones. Hi havia 241 famílies de les quals 52 eren unipersonals (28 homes vivint sols i 24 dones vivint soles), 69 parelles sense fills, 104 parelles amb fills i 16 famílies monoparentals amb fills.
La població ha evolucionat segons el següent gràfic:
Habitants censats

### Habitatges
El 2007 hi havia 307 habitatges, 245 eren l'habitatge principal de la família, 36 eren segones residències i 26 estaven desocupats. 292 eren cases i 13 eren apartaments. Dels 245 habitatges principals, 199 estaven ocupats pels seus propietaris, 36 estaven llogats i ocupats pels llogaters i 10 estaven cedits a títol gratuït; 1 tenia una cambra, 2 en tenien dues, 34 en tenien tres, 77 en tenien quatre i 131 en tenien cinc o més. 185 habitatges disposaven pel capbaix d'una plaça de pàrquing. A 85 habitatges hi havia un automòbil i a 143 n'hi havia dos o més.

### Piràmide de població
La piràmide de població per edats i sexe el 2009 era:
| Homes | Edats   | Dones |
| ----- | ------- | ----- |
| 0     | 95 o +  | 0     |
| 0     | 90 a 94 | 0     |
| 0     | 85 a 89 | 8     |
| 4     | 80 a 84 | 0     |
| 4     | 75 a 79 | 12    |
| 8     | 70 a 74 | 12    |
| 4     | 65 a 69 | 28    |
| 8     | 60 a 64 | 0     |
| 8     | 55 a 59 | 12    |
| 32    | 50 a 54 | 20    |
| 40    | 45 a 49 | 36    |
| 12    | 40 a 44 | 12    |
| 16    | 35 a 39 | 16    |
| 16    | 30 a 34 | 12    |
| 16    | 25 a 29 | 16    |
| 16    | 20 a 24 | 20    |
| 16    | 15 a 19 | 0     |
| 24    | 10 a 14 | 12    |
| 4     | 5 a 9   | 32    |
| 28    | 0 a 4   | 12    |

## Economia
El 2007 la població en edat de treballar era de 437 persones, 337 eren actives i 100 eren inactives. De les 337 persones actives 318 estaven ocupades (170 homes i 148 dones) i 19 estaven aturades (12 homes i 7 dones). De les 100 persones inactives 22 estaven jubilades, 38 estaven estudiant i 40 estaven classificades com a «altres inactius».

### Ingressos
El 2009 a Margerie-Chantagret hi havia 253 unitats fiscals que integraven 691,5 persones, la mediana anual d'ingressos fiscals per persona era de 17.191 €.

### Activitats econòmiques
Dels 23 establiments que hi havia el 2007, 1 era d'una empresa alimentària, 1 d'una empresa de fabricació d'altres productes industrials, 5 d'empreses de construcció, 3 d'empreses de comerç i reparació d'automòbils, 1 d'una empresa de transport, 4 d'empreses d'hostatgeria i restauració, 1 d'una empresa de serveis, 1 d'una entitat de l'administració pública i 6 d'empreses classificades com a «altres activitats de serveis».
Dels 12 establiments de servei als particulars que hi havia el 2009, 1 era una funerària, 1 autoescola, 1 paleta, 1 guixaire pintor, 1 fusteria, 1 lampisteria, 2 perruqueries, 3 restaurants i 1 saló de bellesa.
L'únic establiment comercial que hi havia el 2009 era una fleca.
L'any 2000 a Margerie-Chantagret hi havia 14 explotacions agrícoles que ocupaven un total de 424 hectàrees.

## Equipaments sanitaris i escolars
El 2009 hi havia una escola elemental.

## Poblacions més properes
El següent diagrama mostra les poblacions més properes.